# Alphekka

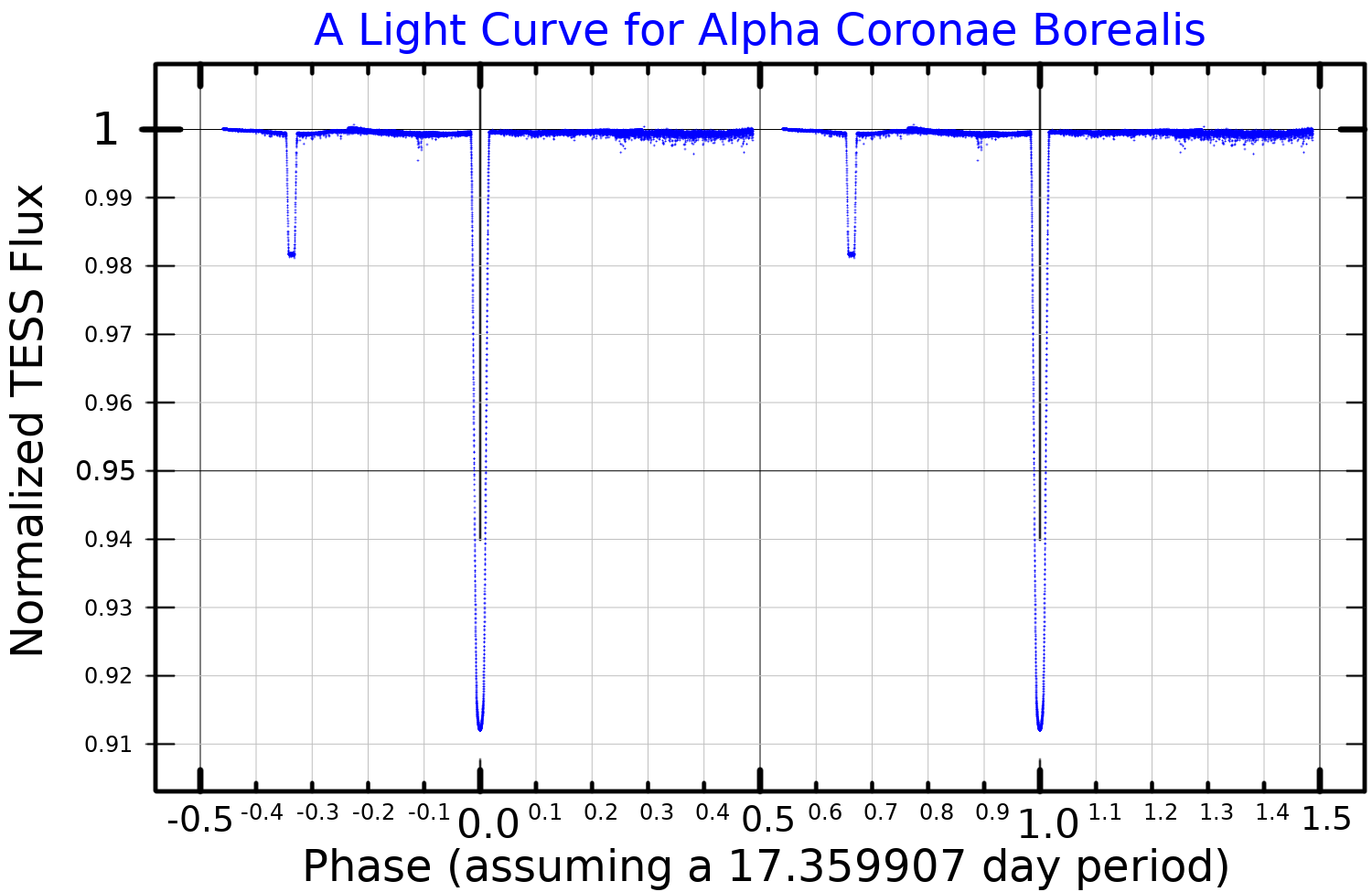
Lichtkromme van Alphekka

Alphekka (alpha Coronae Borealis) is zichtbaar als de helderste ster in het sterrenbeeld Noorderkroon (Corona Borealis). Het is een dubbelster van het Algol-type, wat wil zeggen dat de componenten elkaar vanaf de aarde gezien periodiek bedekken, waardoor de helderheid fluctueert. Voor Alphekka is de periode 17 dagen.
De ster staat ook bekend als Alphecca, Alphacca, Gemma of Gnosia Stella Coronae.